# Josef Geml
Josef Geml, ungarisch Geml József, (* 28. März 1858 in Rekasch, Ungarn; † 3. April 1929 in Timișoara (deutsch Temeswar, ungarisch Temesvár), Rumänien) war Bürgermeister im damaligen Temesvár und Lokalhistoriker.

## Leben

### Studium und Notar
Josef Geml besuchte das Gymnasium (1868–1872) und die Lehrerbildungsanstalt im damaligen Temesvár. 1877–1881 absolvierte er das Studium für Staats- und Rechtswissenschaften in Budapest und kam anschließend als Notar (1881–1884) und später als zweiter Stadtnotar (1884–1890) und städtischer Obernotar (1890–1896) als enger Mitarbeiter von Karl Telbisz nach Temesvár.

### Stellvertretender Bürgermeister
1896 wurde er zum stellvertretenden Bürgermeister von Temesvár ernannt. Josef Geml galt als ein hervorragender Verwaltungsfachmann und war an der Umgestaltung und Modernisierung der Stadt maßgeblich beteiligt.

### Bürgermeister von Temesvár
Josef Geml wurde am 15. Juni 1914 zum Bürgermeister von Temesvár gewählt und war der letzte Bürgermeister Temesvárs unter ungarischer Herrschaft. Nach der Besetzung Temesvárs durch serbische Truppen am 14. November 1918, blieb er im Amt. Von der rumänischen Administration wurde er am 4. September 1919 in den Ruhestand geschickt. Das Amt wurde Stan Vidrighin übertragen, der Geml als zweiten Bürgermeister berief.

### Vertreter der Magyarisierungspolitik
Geml war ein starker Vertreter der Magyarisierungspolitik, hatte in dieser Beziehung brieflich eine scharfe Auseinandersetzung mit Adam Müller-Guttenbrunn. Dieser Briefwechsel wurde von Guttenbrunn in seinem Werk Deutsche Sorgen in Ungarn veröffentlicht. Geml gab am 15. Januar 1898 das städtische Amtsblatt in ungarischer Sprache heraus (Városi Közlöny).
Er starb am 3. April 1929 in Timișoara und wurde auf dem Innerstädter Friedhof beigesetzt.

### Lokalhistoriker
- Mackensen in Temesvár, Temesvár 1916, 83 Seiten
- Alt-Temesvar im letzten Halbjahrhundert. 1870–1920, Timișoara 1927, 446 Seiten